# Henrick Meigham
Henrick Meigham – gwatemalski bokser, srebrny medalista Igrzysk Ameryki Środkowej i Karaibów z roku 1950.

## Kariera
W marcu 1950 roku zdobył srebrny medal na Igrzyskach Ameryki Środkowej i Karaibów w Gwatemali. W finale zmierzył się z Meksykaninem Santosem Gutiérrezem, przegrywając z nim na punkty.